# Монтаг'ю (округ, Техас)
Шаблон:StateAbbr_ 33°40′ пн. ш. 97°44′ зх. д. / 33.67° пн. ш. 97.73° зх. д.
Округ Монтаг'ю (англ. Montague County) — округ (графство) у штаті Техас, США. Ідентифікатор округу 48337.

## Історія
Округ утворений 1858 року.

## Демографія
За даними перепису 2000 року загальне населення округу становило 19117 осіб, зокрема міського населення було 8772, а сільського — 10345. Серед мешканців округу чоловіків було 9185, а жінок — 9932. В окрузі було 7770 домогосподарств, 5484 родин, які мешкали в 9862 будинках. Середній розмір родини становив 2,91.
Віковий розподіл населення поданий у таблиці:
| Стать    | До 15 років | 15-21 | 22-29 | 30-39 | 40-49 | 50-65 | 65-85 | Понад 85 |
| -------- | ----------- | ----- | ----- | ----- | ----- | ----- | ----- | -------- |
| Чоловіки | 1907        | 804   | 739   | 1159  | 1286  | 1707  | 1446  | 137      |
| Жінки    | 1857        | 824   | 721   | 1184  | 1275  | 1870  | 1834  | 367      |

## Суміжні округи
- Джефферсон, Оклахома — північ
- Лав, Оклахома — північний схід
- Кук — схід
- Вайз — південь
- Джек — південний захід
- Клей — захід

## Виноски
1. ↑  U.S. Decennial Census. United States Census Bureau. Архів оригіналу за 19 липня 2018. Процитовано 4 травня 2015.
2. ↑  Texas Almanac: Population History of Counties from 1850–2010 (PDF). Texas Almanac. Архів оригіналу (PDF) за 19 квітня 2015. Процитовано 4 травня 2015.
3. ↑  State & County QuickFacts. United States Census Bureau. Архів оригіналу за 9 липня 2011. Процитовано 22 грудня 2013.(англ.) Наведено за англійською вікіпедією.
4. ↑  American FactFinder. Бюро перепису населення США. Архів оригіналу за 26 лютого 2012. Процитовано 31 січня 2008.

| США | Це незавершена стаття з географії США. Ви можете допомогти проєкту, виправивши або дописавши її. |